# تصادم سهازيكا ياسها الجوي
تصادم سهازيكا ياسها الجوي هو تصادم جوي بين طائرتي بوينغ 727 التابعة لخطوط كل اليابان الجوية الرحلة 58 ونورث أمريكان إف-86 سابر التابعة للقوات الجوية اليابانية الرحلة 92 فوق مدينة سهازيكا ياسها, اليابان في 30 يوليو 1971 وكانت تحمل خطوط كل اليابان الجوية الرحلة 58 علي متنها 155 راكبا و7 من أفراد الطاقم وكانت القوات الجوية اليابانية الرحلة 92 علي متنها طيار حربي ياباني يبلغ من العمر 25 عاما ويعمل لدي القوات الجوية اليابانية.